# Ecclesia de Eucharistia
Enciklika Ecclesia de Eucharistia (hrv. "Crkva Euharistije") enciklika je pape Ivana Pavla II. objavljena 2003. godine. Tema enciklike je razmišljanje o otajstvu Euharistije i njenom odnosu prema Crkvi. Sastoji se od šest poglavlja, te uvoda i zaključka.  
Prva rečenica glasi: "Crkva crpi svoj život u Euharistiji."
Prvo poglavlje "Misterij vjere" pojašnjava žrtvenu narav Euharistije, koja kroz svećeničku službu omogućuje sakramentalnu nazočnost tijela i krvi Kristove na svakoj sv. misi. U drugom poglavlju "Euharistija izgrađuje Crkvu" papa govori, da je Euharistija u samoj biti života Crkve. Žali se što je ponegdje napuštena praksa slavljenja Euharistije ili smanjeno tumačenje otajstva Euharistije. U trećem poglavlju "Apostolstvo Euharistije i Crkve", papa ističe da Euharistija ima svoje utemeljenje u apostolima, zato što im je Krist povjerio Euharistiju te njihovom nasljednicima. Svećenik slavi Euharistiju u ime Krista. Kršćanska zajednica ne posjeduje Euharistiju već je prima na dar. Četvrto poglavlje "Euharistija i crkveno zajedništvo" nagašava, da se Euharistija ne može koristiti kao sredstvo zajedništva, već ona jača postojeće zajedništvo. Tema petog poglavlja “Dostojanstvo euharistijskog slavlja” su vanjski znaci slavljena sv. mise, kojima se naglašava radost koja okuplja zajednicu oko dara Euharistije. Šesto poglevlje pod naslovom "U Marijinoj školi, žene Euharistije" uspoređuje Majku Božju koje je bila prvo "svetohranište" i Crkvu koja danas čuva i nudi svijetu Kristovo tijelo i krv. 
Na kraju enciklike papa zaključuje, da treba slijediti Isusov put svetosti uz pomoć Euharistije. 
U enciklici ima pjesničkih dijelova u kojima je vidljiva papina ljubav prema Euharistiji. Istaknuo je, da je slavio Euharistiju na vrlo različitim mjestima: na stadionima, u kapelicama u planinama i uz more, na gradskim trgovima i sl. Iz toga je iskusio univerzalnost Euharistije i njen kozmopolitski karakter. 

## Vanjske poveznice
- Tekst enciklike na engleskom jeziku